# والتر بي. روجرز
والتر بي. روجرز (بالإنجليزية: Walter B. Rogers)‏ هو موزع موسيقي أمريكي، ولد في 14 أكتوبر 1865 في دلفي في الولايات المتحدة، وتوفي في 24 ديسمبر 1939.

## وصلات خارجية
- والتر بي. روجرز على موقع ميوزك برينز (الإنجليزية)
- والتر بي. روجرز على موقع أول ميوزيك (الإنجليزية)
- والتر بي. روجرز على موقع ديسكوغز (الإنجليزية)